# Mychajło Sodomora
Mychajło Sodomora – ukraiński działacz ludowy, poseł do Sejmu Krajowego Galicji IX kadencji (1908–1913), włościanin.
Wybrany w IV kurii, z okręgu wyborczego nr 6 Podhajce. W latach 1918–1919 był delegatem do Ukraińskiej Rady Narodowej z powiatu podhajeckiego.